# プラマッジョーレ
プラマッジョーレ（伊: Pramaggiore）は、イタリア共和国ヴェネト州ヴェネツィア県にある、人口約4,700人の基礎自治体（コムーネ）。

## 地理

### 位置・広がり

#### 隣接コムーネ
隣接するコムーネは以下の通り。括弧内のPNはポルデノーネ県所属を示す。
- アンノーネ・ヴェーネト
- キオーンス (PN)
- チント・カオマッジョーレ
- ポルトグルアーロ
- プラヴィズドーミニ (PN)

### 気候分類・地震分類
気候分類では、zona E, 2649 GGに分類される。
また、イタリアの地震リスク階級 (it) では、zona 3 (sismicità bassa) に分類される。

## 行政

### 分離集落
プラマッジョーレには、以下の分離集落（フラツィオーネ）がある。
- Belfiore, Blessaglia, Salvarolo